# Літургія передосвячених дарів

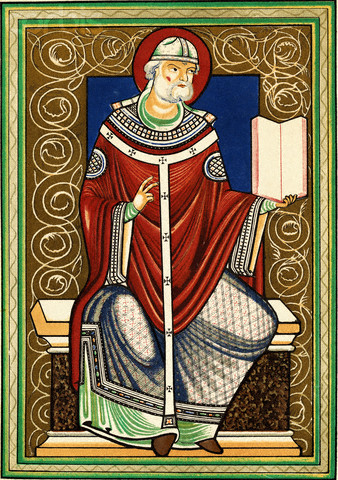
Григорій Двоєслов

Літургі́я передосвя́чених дарі́в, або Літургі́я ранішосвя́чених дарі́в (грец. Λειτουργία Προηγιασμένων Τιμίων Δώρων), також Літургі́я Григо́рія Двоєсло́ва — літургія, під час якої пропонуються для причастя Святі Дари, освячені на попередній повній літургії за чином Василія Великого або Івана Златоустого, і зберігаються в ковчежці на престолі або, рідше, на жертовнику. Замінює собою повну євхаристійну літургію в будні дні Великого посту (а в давнину — і в деякі інші дні).

## Історія
Складання чину Літургії ранішосвячених дарів звичайно приписується Папі Римському Григорію Великому (Двоєслову). Однак у богослужбових рукописах до XVI ст. вона не має такої атрибутації. Єрусалимський патріарх Досифей II (XVII століття) пише: «Передосвячених дарів літургія прийнята від наступників апостольських і не є творіння Григорія Двоєслова».
Шостий Вселенський собор 52-м правилом затвердив повсюдне вчинення Літургії ранішосвячених дарів у дні Святої Чотиридесятниці, щоб не позбавляти вірних таємничого спілкування з Господом і разом з тим не порушувати посту та покаяння вчиненням урочистої повної літургії.
У сучасній практиці православної церкви служиться в середу і п'ятницю Святої Чотиридесятниці, у полієлейні (1-го і 2-го віднайдення глави Івана Предтечі, 40 Севастійських мучеників), храмові свята, в четвер 5-ї седмиці Великого посту і з понеділка по середу Страсної Седмиці. Можливе її звершення в переддень свята Благовіщення (24 березня (7) квітня). До 1930 року у Києво-Печерській лаврі також провадилася щоденно в седмичні дні Великого посту (крім його перших двох днів), що було пережитком Студійського статуту, який панував у Київській церкві до XV ст. Нині цю традицію втрачено.

## Особливості
Літургія Ранішосвячених Дарів має особливості:
- в ній немає Проскомидії;
- їй передують 3-ій, 6-ий, 9-ий часи з послідуванням Зображальних.
- після відпусту Зображальних розпочинається Вечірня, яка замінює початкову частину Літургії оголошених;
- на Літургії вірних немає молитов і піснеспівів, що відносяться до приготування і перетворення Святих Дарів.

За традицією в кінці богослужіння священик дає цілувати Хрест. Також роздається антидор і в цей час читають подячні молитви після Святого Причастя.